# Ahrntal
Ahrntal (tyskt uttal: [ˈaːɐ̯ntaːl], italienska: Valle Aurina [ˈvalle auˈriːna]) är en kommun i provinsen Sydtyrolen i regionen Trentino-Sydtyrolen i norra Italien. Den är belägen cirka 70 kilometer nordost om Bolzano vid gränsen mot Österrike. Huvudort är Steinhaus. Kommunen har 5 977 invånare (2024), på en yta av 187,89 km². Enligt 2024 års folkräkning talar 98,14 % av befolkningen tyska, 1,57 % italienska och 0,29 % ladinska som modersmål.

## Orter
Orter (località) i kommunen Ahrntal med fler än 20 invånare (inom parentes invånarantal 2021):

- Steinhaus/Cadipietra (485)
- Luttach/Lutago (865)
- Weißenbach/Riobianco (354)
- St. Jakob/San Giacomo (220)
- St. Johann/San Giovanni (793)
- Marche (201)
- Garber/Ai Cavoni (84)
- Im Stoana (72)
- Mühlegg/Costa Molini (248)
- Gisse (209)
- Am Wollbach (540)
- Am Griesbach (37)
- Innertal (63)
- Oberluttach/Lutago di Sopra (142)
- Trippach/Riotorbo (47)
- St. Martin/San Martino (68)
- Steger Aue (77)
- St. Peter/San Pietro (43)